# Liste der Biografien/Lindh
Liste der Biografien |
Portal Biografien |
Personensuche
# |
A |
B |
C |
D |
E |
F |
G |
H |
I |
J |
K |
L |
M |
N |
O |
P |
Q |
R |
S |
T |
U |
V |
W |
X |
Y |
Z |
?
 
La |
Lb |
Lc |
Le |
Lg |
Lh |
Li |
Lj |
Ll |
Lm |
Lo |
Lp |
Lt |
Lu |
Lv |
Lw |
Lx |
Ly |
Lz
 
Lia |
Lib |
Lic |
Lid |
Lie |
Lif |
Lig |
Lih |
Lii |
Lij |
Lik |
Lil |
Lim |
Lin |
Lio |
Lip |
Liq |
Lir |
Lis |
Lit |
Liu |
Liv |
Liw |
Lix |
Liy |
Liz
 
Lina |
Linb |
Linc |
Lind |
Line |
Linf |
Ling |
Linh |
Lini |
Linj |
Link |
Linl |
Linn |
Lino |
Linp |
Lins |
Lint |
Linu |
Linv |
Linw |
Linx |
Liny |
Linz
 
Linda |
Lindb |
Linde |
Lindf |
Lindg |
Lindh |
Lindi |
Lindk |
Lindl |
Lindm |
Lindn |
Lindo |
Lindp |
Lindq |
Lindr |
Linds |
Lindt |
Lindu |
Lindv |
Lindw |
Lindz
Die Liste der Biografien führt alle Personen auf, die in der deutschsprachigen Wikipedia einen Artikel haben. Dieses ist eine Teilliste mit 83 Einträgen von Personen, deren Namen mit den Buchstaben „Lindh“ beginnt.

## Lindh
- Lindh Gallagher, Emilie (* 2000), britische Tennisspielerin
- Lindh, Alexander (* 1988), deutscher Drehbuchautor
- Lindh, Amanda (* 2000), schwedische Schauspielerin
- Lindh, Anna (1957–2003), schwedische Politikerin (SAP), Mitglied des Riksdag
- Lindh, Annie (* 1997), schwedische Biathletin
- Lindh, Bror (1877–1941), schwedischer Maler
- Lindh, Calle (* 1990), schwedischer Skirennläufer
- Lindh, Edvin (* 2000), schwedischer Radrennfahrer
- Lindh, Emil (1867–1937), finnlandschwedischer Schauspieler und Segler
- Lindh, Erik (1865–1914), finnischer Segler
- Lindh, Erik (* 1964), schwedischer Tischtennisspieler und -trainer
- Lindh, Gösta (1924–1984), schwedischer Fußballspieler
- Lindh, Gustaf (1926–2015), schwedischer moderner Fünfkämpfer
- Lindh, Gustav (* 1995), schwedischer Schauspieler
- Lindh, Helge (* 1976), deutscher Germanist und Politiker (SPD), MdBHelge Lindh (* 1976)

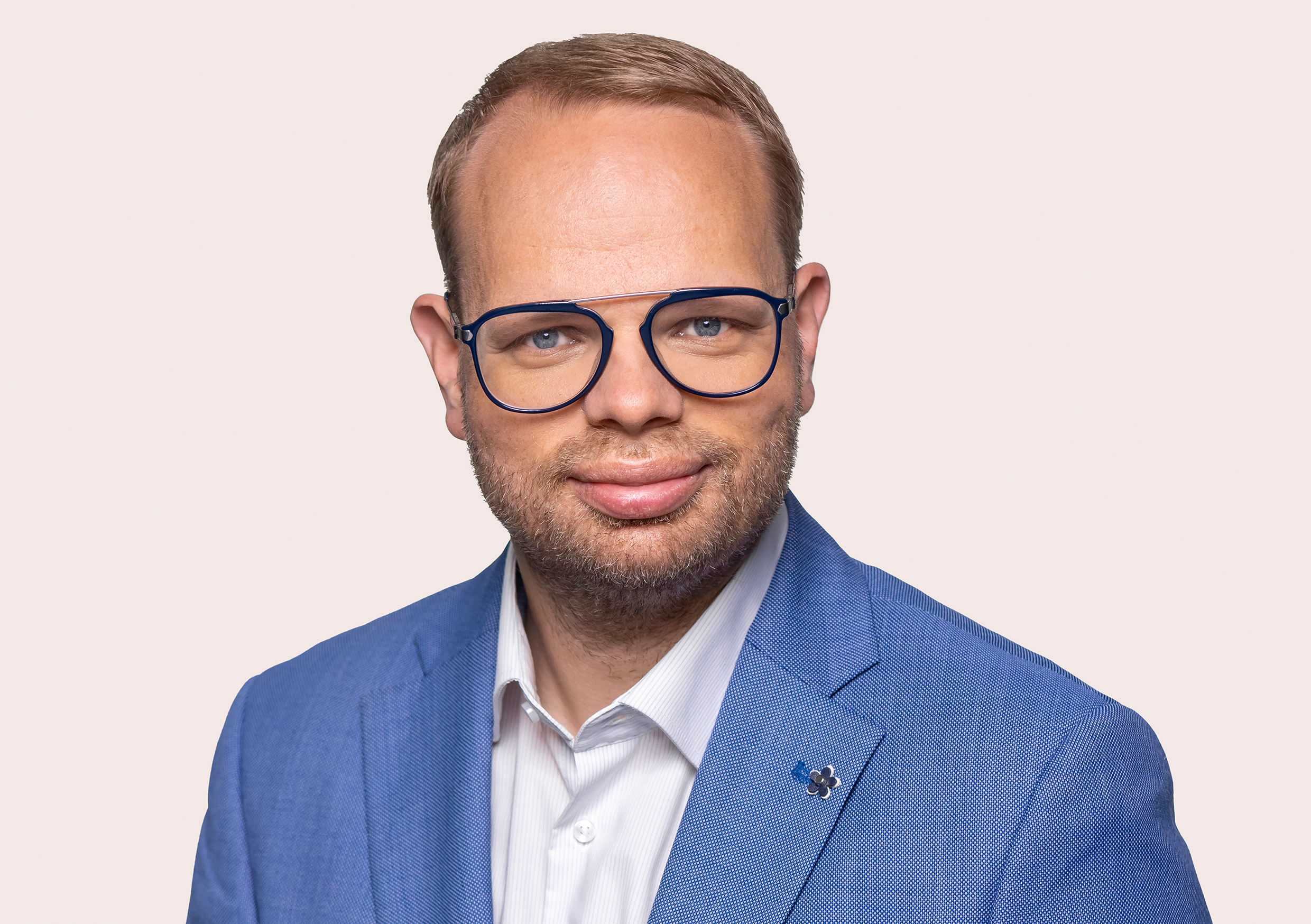
Helge Lindh (* 1976)

- Lindh, Hilary (* 1969), US-amerikanische Skirennläuferin
- Lindh, Johan Erik (1793–1865), schwedischer Maler, der vorwiegend in Finnland wirkte
- Lindh, Knut (* 1951), norwegischer Autor, Übersetzer und Journalist
- Lindh, Lasse (* 1974), schwedischer Indiepop-Musiker
- Lindh, Lovisa (* 1991), schwedische Leichtathletin
- Lindh, Max (1890–1971), deutscher Landschaftsmaler und Hochschullehrer
- Lindh, Nils (1889–1957), schwedischer Skispringer und Nordischer Kombinierer

### Lindha
- Lindhagen, Albert (1823–1887), schwedischer Politiker, Mitglied des Riksdag und Stadtplaner
- Lindhagen, Anna (1870–1941), Stockholmer Politikerin und Frauenrechtlerin
- Lindhagen, Åsa (* 1980), schwedische Politikerin
- Lindhagen, Carl (1860–1946), schwedischer Politiker, Mitglied des Riksdag, Sozialist und Pazifist
- Lindhamer, Karl von (1828–1903), bayerischer Generalleutnant
- Lindhammer, Johann Ludwig (1689–1771), deutscher evangelischer Theologe
- Lindhardt, Albert Rudbeck (* 2001), dänischer Schauspieler
- Lindhardt, Bendt (1804–1894), dänischer Pfarrer, Mitglied des dänischen Parlaments
- Lindhardt, Jan (1938–2014), dänischer Theologe und evangelisch-lutherischer Bischof
- Lindhardt, Lauritz Christian (1842–1906), dänischer Zahnarzt
- Lindhardt, Thure (* 1974), dänischer SchauspielerThure Lindhardt (* 1974)

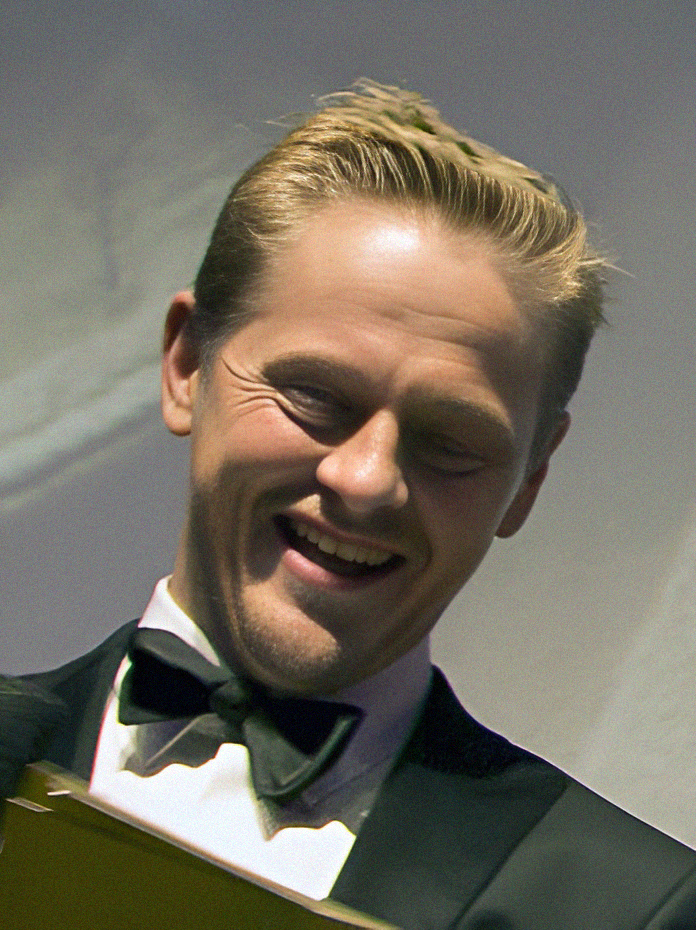
Thure Lindhardt (* 1974)

- Lindhardt, Tine (* 1957), dänische lutherische Bischöfin

### Lindhe
- Lindheim, Bogislav von (1910–1971), deutscher Philologe
- Lindheim, Hermann Dietrich (1790–1860), Industrieller in Schlesien, Böhmen und Wien
- Lindheim, Hugo (* 1892), deutsch-jüdischer Möbelfabrikant, Opfer der Shoah
- Lindheim, Irma (1886–1978), US-amerikanische Zionistin und israelische Kibbuznik
- Lindheim, Karl Friedrich David von (1791–1862), preußischer General der Infanterie, Chef des Militärkabinettes
- Lindheimer, Ferdinand (1801–1879), deutsch-amerikanischer Botaniker und Verleger
- Lindheimer, Johann Gerhard Christian (1815–1884), Kaufmann und Politiker der Freien Stadt Frankfurt
- Lindheimer, Johann Philipp Friedrich (* 1810), Politiker der Freien Stadt Frankfurt
- Lindheimer, Otto (1842–1894), deutscher Architekt und Bauunternehmer

### Lindho
- Lindholm Jessen, Kasper (* 1985), dänischer Bahnradsportler
- Lindholm, Aarne (1889–1972), finnischer Langstreckenläufer
- Lindholm, Anton (* 1994), schwedischer Eishockeyspieler
- Lindholm, Åsa (* 1975), schwedische Dramatikerin, Regisseurin und Dramaturgin
- Lindholm, Berit (1934–2023), schwedische Opernsängerin der Stimmlage Sopran
- Lindholm, Berndt (1841–1914), schwedisch-finnischer Landschaftsmaler
- Lindholm, Elias (* 1994), schwedischer Eishockeyspieler
- Lindholm, Emil (* 1996), finnischer Automobilrennfahrer
- Lindholm, Hampus (* 1994), schwedischer Eishockeyspieler
- Lindholm, Inge (1892–1932), schwedischer Dreispringer, Sprinter, Weitspringer und Zehnkämpfer
- Lindholm, Julia (* 1994), schwedische SchlagersängerinJulia Lindholm (* 1994)

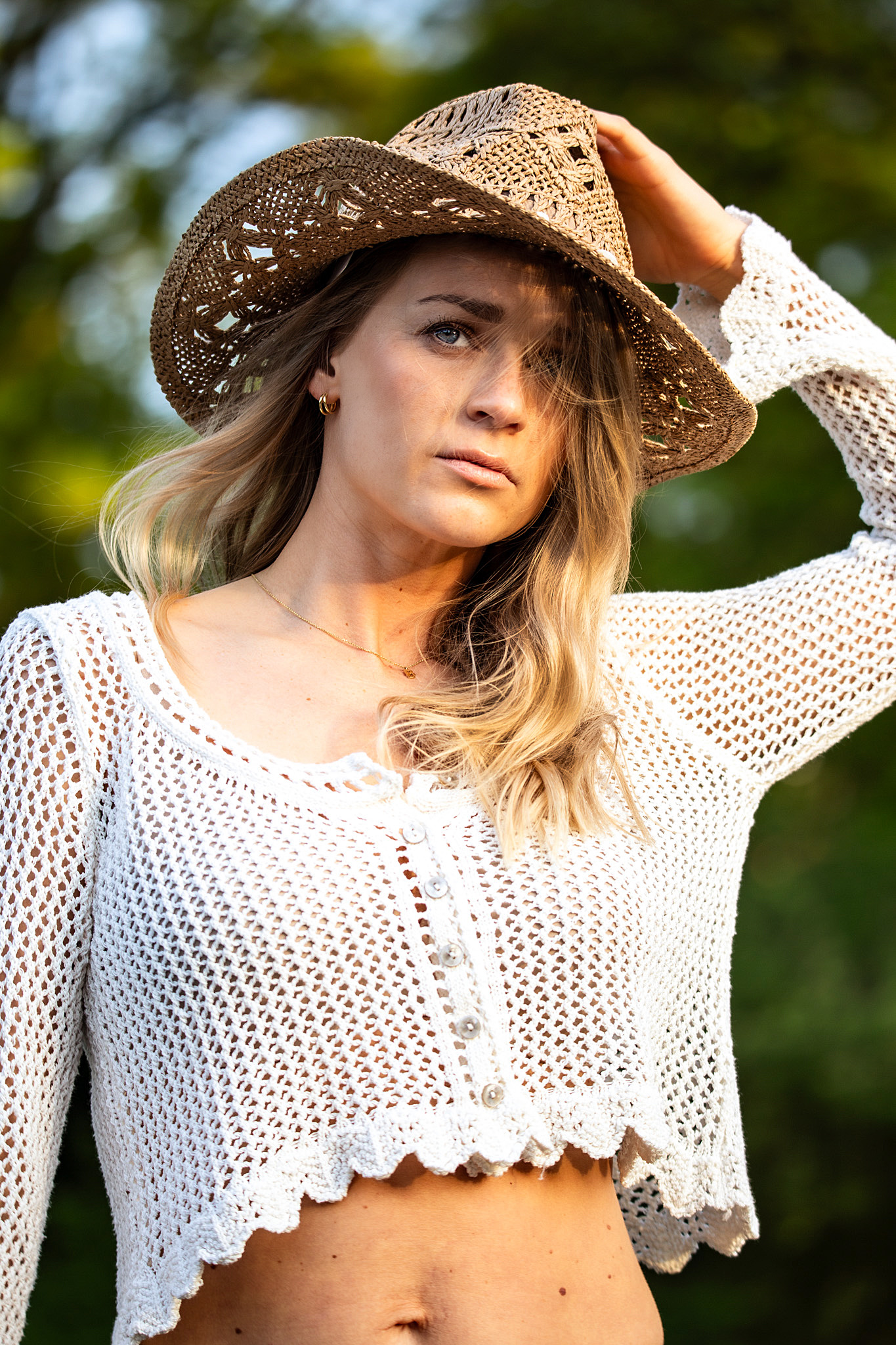
Julia Lindholm (* 1994)

- Lindholm, Karl (1860–1917), russischer Segler
- Lindholm, Lucas (1943–2025), schwedischer Jazzmusiker (Kontrabass, E-Bass)
- Lindholm, Marika (* 1948), finnische Sprinterin
- Lindholm, Märta (1914–1972), finnlandschwedische Gymnastiklehrerin
- Lindholm, Mathilda (* 1995), finnische Badmintonspielerin
- Lindholm, Maya (* 1990), deutsche Rollstuhlbasketballspielerin
- Lindholm, Pär (* 1991), schwedischer Eishockeyspieler
- Lindholm, Peja (* 1970), schwedischer Curler
- Lindholm, Per (* 1953), schwedischer Ringer
- Lindholm, Peter (* 1957), finnischer Fußballtorhüter
- Lindholm, Remi (* 1998), finnischer Skilangläufer
- Lindholm, Sebastian (* 1961), finnischer Rallyefahrer
- Lindholm, Sigrid (1875–1914), schwedische Zeichnerin und Malerin
- Lindholm, Sven Olov (1903–1998), schwedischer faschistischer Politiker
- Lindholm, Tobias (* 1977), dänischer Regisseur und Drehbuchautor
- Lindholm, Valdemar (1880–1947), schwedischer Schriftsteller, Journalist und Mythensammler
- Lindholtz, August Simon (1679–1743), deutscher Jurist und Bürgermeister der Hansestadt Lübeck
- Lindholz, Andrea (* 1970), deutsche Politikerin (CSU), MdB
- Lindholz, Johannes († 1535), deutscher Rechtswissenschaftler und Hochschullehrer
- Lindhome, Riki (* 1979), US-amerikanische Schauspielerin und MusikerinRiki Lindhome (* 1979)

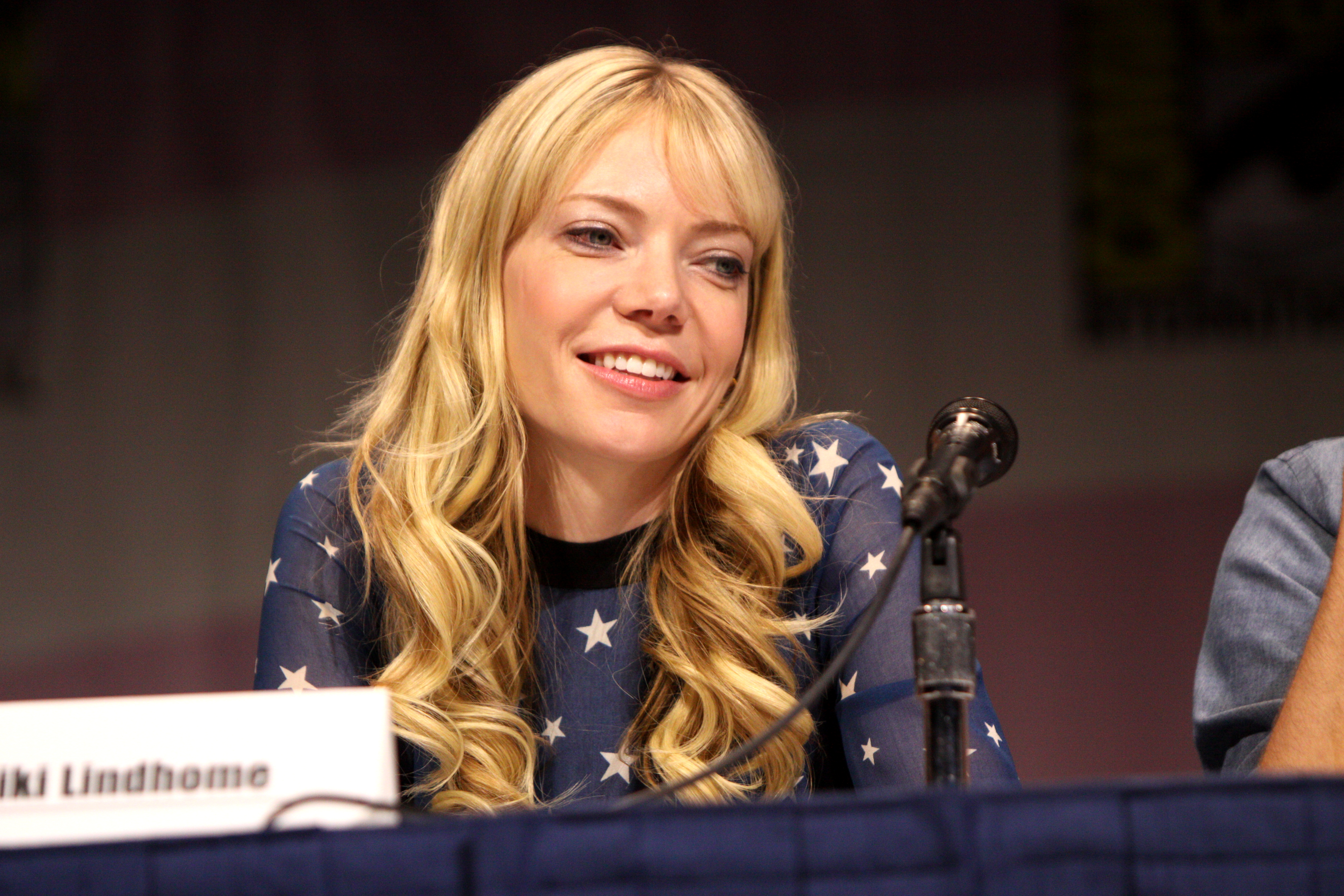
Riki Lindhome (* 1979)

- Lindhorn, Lucy (1850–1919), deutsche Sozialarbeiterin
- Lindhorst, Albert (1871–1938), deutscher Architekt
- Lindhorst, Felix (1867–1955), deutscher Architekt
- Lindhorst, Friedrich (1867–1950), deutscher Tierarzt
- Lindhorst, Konstantin (* 1981), deutscher Schauspieler und Hörspielsprecher
- Lindhorst, Thisbe (* 1962), deutsche Chemikerin und Hochschullehrerin
- Lindhorst, Willi (* 1941), deutscher Politiker (CDU), MdL
- Lindhorst-Emme, Sven (* 1978), deutscher Grafikdesigner und Typograf
- Lindhout, Allard (* 1987), niederländischer Fußballschiedsrichter